# ویجای کومار (تیرانداز)
ویجای کومار (انگلیسی: Vijay Kumar؛ زادهٔ ۱۹ اوت ۱۹۸۵) افسر نیروی زمینی و تیرانداز اهل هند است.